# Astragalus bhotanensis
Astragalus bhotanensis är en ärtväxtart som beskrevs av John Gilbert Baker. Astragalus bhotanensis ingår i släktet vedlar, och familjen ärtväxter. Inga underarter finns listade i Catalogue of Life.